# Ilium
Ilium è un romanzo di fantascienza scritto da Dan Simmons nel 2003. Due anni dopo lo stesso autore ha scritto il seguito Olympos, secondo e ultimo capitolo della saga. In Italia il romanzo è stato pubblicato diviso in due volumi separati, Ilium - L'assedio e Ilium - La rivolta, come pure il suo seguito.

## Trama
I volumi pubblicati in Italia hanno come sottotitoli, rispettivamente, L'assedio e La rivolta.

### Ilium: L'assedio
Il racconto si sviluppa alternativamente fra tre scene principali. Nell'ordine in cui vengono presentate incontriamo:
- Thomas Hockenberry, professore universitario del ventunesimo secolo e studioso dell'Iliade, si ritrova sulla Terra del 1200 a.C. per controllare lo svolgimento della guerra di Troia per conto degli dèi dell'antica Grecia. Gli dèi, situati in un'altra dimensione (dove vive lo stesso Hockenberry), sono però dotati di strumenti tecnologici avanzatissimi grazie ai quali impongono la loro volontà sia su Hockenberry e altri nella sua stessa situazione che sui protagonisti dello scontro sulla Terra. Hockenberry e gli altri scoliasti non ricordano alcun particolare della loro vita precedente, ma sembrano gli unici, eccetto Zeus a conoscere il futuro della guerra, grazie all'Iliade. Come nel poema omerico, fra gli dèi esistono tensioni e capricci e Hockenberry riceve da parte della sua Musa, insieme a congegni che gli garantiscono l'invisibilità e la capacità di teletrasportarsi, l'incarico di uccidere Atena al momento opportuno.
- In un futuro imprecisato la Terra è ridotta a un pianeta popolato solo da qualche migliaio di umani controllati e serviti da misteriosi esseri organici e robotici che ne garantiscono il benessere e il divertimento. Ogni essere umano vive spostandosi da un centro abitato all'altro grazie al fax, una sorta di teletrasporto, e senza la minima conoscenza scientifica. La vita di tutti gli umani dura esattamente 100 anni (cinque Ventine) al termine dei quali questi vengono faxati in due anelli orbitali che circondano il pianeta, una sorta di aldilà dove si trova lo spedale, struttura che permette la "riparazione" di uomini morti prematuramente. Harman (unico uomo del pianeta in grado di leggere), novantanovenne e prossimo all'ascensione agli anelli, trascina i suoi amici Ada, Daeman e Hannah nella ricerca di una nave spaziale che gli permetta di raggiungere gli anelli e prolungare la sua vita. Durante tale ricerca, si incontrano con Savi, una misteriosa donna Ebrea che pare in vita da 1400 anni e con Odisseo.
- Nella stessa dimensione temporale, sui satelliti di Giove e sui pianeti esterni prospera un civiltà formata da androidi biomeccanici chiamati moravec. Un gruppo di questi fra cui Mahnmut di Europa e Orphu di Io viene inviato su Marte per far luce su intense perturbazioni del campo quantico localizzate sul pianeta, che minacciano di cancellare parte del sistema solare dall'Universo. All'entrata nell'atmosfera marziana, la navicella dei robot viene distrutta da ciò che pare un cocchio guidato da un dio greco; all'atterraggio sopravvivono solo Mahnmut e Orphu che trovano il pianeta completamente terraformato e abitato da piccoli omini verdi (detti POV o zek) il cui compito è erigere un gran numero di statue di un umanoide sconosciuto in riva al grande oceano planetario. I due moravec sopravvissuti hanno il compito di raggiungere Olympus Mons, il più grande vulcano marziano e attivarvi un misterioso Congegno che dovrebbe risolvere la crisi.

Thomas Hockenberry si invaghisce in seguito della bella Elena, sposa di Menelao, e studia un piano per rivoltare entrambi gli eserciti contro gli dèi e l'Olimpo.

### Ilium: la rivolta
Thomas Hockenberry, grazie agli strumenti della Musa, riesce a convincere sia Achille che Ettore, capi dei rispettivi schieramenti, di combattere insieme contro gli dèi. Il primo scontro si tiene dinanzi alle mura di Troia e gli dèi invulnerabili, grazie alla loro tecnologia, riescono a sconfiggere i Greci e i Troiani.
Intanto Mahnmut e Orphu riescono a raggiungere Olympus Mons che scoprono essere sede di tutti gli dèi dell'Antica Grecia. Qui incontrano proprio Thomas Hockenberry, grazie al quale riescono a piazzare il Congegno sul fondo del lago al centro del vulcano e a teletrasportarsi sulla Terra fra Greci e Troiani.
Sulla Terra del futuro intanto, Harman, Daeman e Savi riescono a raggiungere gli anelli dove scoprono che i centenari che giungono lì vengono divorati da un mostro chiamato Calibano, a causa del quale Savi trova la morte. Qui vengono a conoscenza anche dell'esistenza di Prospero e Ariele, due entità autocoscienti che formano rispettivamente la logosfera e la biosfera terrestri. Grazie ai suggerimenti di Prospero i due umani rimasti riescono a distruggere lo spedale e fuggire dagli anelli; grazie al loro gesto i servitori che hanno mantenuto in vita gli umani per tanto tempo vengono disattivati, così da costringere i terrestri a imparare di nuovo a sopravvivere (Odisseo li informa di un conflitto imminente che li interesserà e li incita a prepararsi a tale evento).
I capitoli finali vedono l'attivazione del Congegno dei moravec che apre contemporaneamente tutti i tunnel quantici utilizzati dagli dèi per andare da Marte alla Terra e permette ad Achei e Troiani di raggiungere Olympus Mons e di affrontare in campo aperto gli dèi.

## Edizioni
- (EN) Dan Simmons, Ilium, 2003.
- Dan Simmons, Ilium - L'assedio, traduzione di G.L. Staffilano, Arnoldo Mondadori Editore, 2003, ISBN 88-04-52224-0.
- Dan Simmons, Ilium - La rivolta, traduzione di G.L. Staffilano, Arnoldo Mondadori Editore, 2004, ISBN 88-04-52462-6.